# Beckiella irmayi
Beckiella irmayi är en kvalsterart som beskrevs av Balogh och Sandór Mahunka 1969. Beckiella irmayi ingår i släktet Beckiella och familjen Dampfiellidae. Inga underarter finns listade.